# Andrija Andabak
Andrija Andabak est un militaire croate (né 1956 à Split, en Croatie – mort le 7 juillet 1992 en Bosnie-Herzégovine)

## Biographie
Avant la guerre en Croatie, Andrija Andabak était employé dans l’usine Vupik à Vukovar.
Il s’engage dès la création de l’armée croate en 1991. Il devient célèbre en ayant à son actif détruit 32 chars de combat sur la route de Trpinja à Vukovar (Croatie) pendant le siège de la ville par l’armée yougoslave et les paramilitaires serbes.
Particulièrement habile à l’utilisation et la manipulation des missiles Maljutka (AT-3 Sagger), il profite également des erreurs tactiques et stratégiques de l’armée yougoslave lors du siège de Vukovar.
Il meurt le 7 juillet 1992 dans la région de Bosanska Posavina en Bosnie-Herzégovine.
Il est nommé commandant à titre posthume.
En hommage, le peloton de lutte anti-chars de la 5e brigade de l’armée croate porte aujourd’hui son nom.